# Барнсли
Барнсли (енгл. Barnsley) је град у Уједињеном Краљевству у Енглеској. Према процени из 2007. у граду је живело 71.173 становника.
Овде се налази ФК Барнсли.

## Становништво
Према процени, у граду је 2008. живело 71.173 становника.
| 1981.  | 1991.  | 2001.  |
| ------ | ------ | ------ |
| 76.783 | 75.120 | 71.599 |

## Партнерски градови
- Швебиш Гминд